# ألفرد جان
ألفرد جان (بالبولندية: Alfred Jahn) هو جغرافي بولندي، ولد في 22 أبريل 1915 في لفيف في أوكرانيا، وتوفي في 1 أبريل 1999 في فروتسواف في بولندا.